# Chaerocina nyikiana
Chaerocina nyikiana là một loài bướm đêm thuộc họ Sphingidae. Loài này có ở Malawi.